# Brée
Brée és un municipi francès situat al departament de Mayenne i a la regió de País del Loira. L'any 2007 tenia 459 habitants.

## Demografia

### Població
El 2007 la població de fet de Brée era de 459 persones. Hi havia 186 famílies de les quals 40 eren unipersonals (28 homes vivint sols i 12 dones vivint soles), 75 parelles sense fills, 63 parelles amb fills i 8 famílies monoparentals amb fills.
La població ha evolucionat segons el següent gràfic:
Habitants censats

### Habitatges
El 2007 hi havia 231 habitatges, 190 eren l'habitatge principal de la família, 21 eren segones residències i 19 estaven desocupats. 227 eren cases i 2 eren apartaments. Dels 190 habitatges principals, 151 estaven ocupats pels seus propietaris, 35 estaven llogats i ocupats pels llogaters i 5 estaven cedits a títol gratuït; 7 tenien dues cambres, 25 en tenien tres, 43 en tenien quatre i 115 en tenien cinc o més. 125 habitatges disposaven pel capbaix d'una plaça de pàrquing. A 86 habitatges hi havia un automòbil i a 86 n'hi havia dos o més.

### Piràmide de població
La piràmide de població per edats i sexe el 2009 era:
| Homes | Edats   | Dones |
| ----- | ------- | ----- |
| 0     | 95 o +  | 0     |
| 0     | 90 a 94 | 0     |
| 4     | 85 a 89 | 8     |
| 0     | 80 a 84 | 0     |
| 4     | 75 a 79 | 0     |
| 12    | 70 a 74 | 8     |
| 4     | 65 a 69 | 8     |
| 36    | 60 a 64 | 20    |
| 16    | 55 a 59 | 8     |
| 28    | 50 a 54 | 40    |
| 16    | 45 a 49 | 8     |
| 12    | 40 a 44 | 16    |
| 12    | 35 a 39 | 8     |
| 8     | 30 a 34 | 12    |
| 32    | 25 a 29 | 20    |
| 8     | 20 a 24 | 12    |
| 20    | 15 a 19 | 8     |
| 8     | 10 a 14 | 12    |
| 8     | 5 a 9   | 8     |
| 12    | 0 a 4   | 12    |

## Economia
El 2007 la població en edat de treballar era de 292 persones, 223 eren actives i 69 eren inactives. De les 223 persones actives 206 estaven ocupades (114 homes i 92 dones) i 17 estaven aturades (6 homes i 11 dones). De les 69 persones inactives 35 estaven jubilades, 22 estaven estudiant i 12 estaven classificades com a «altres inactius».

### Ingressos
El 2009 a Brée hi havia 210 unitats fiscals que integraven 519,5 persones, la mediana anual d'ingressos fiscals per persona era de 15.485 €.

### Activitats econòmiques
Dels 20 establiments que hi havia el 2007, 1 era d'una empresa de fabricació d'altres productes industrials, 5 d'empreses de construcció, 2 d'empreses de comerç i reparació d'automòbils, 1 d'una empresa de transport, 4 d'empreses d'hostatgeria i restauració, 1 d'una empresa financera, 1 d'una empresa immobiliària, 3 d'empreses de serveis i 2 d'empreses classificades com a «altres activitats de serveis».
Dels 7 establiments de servei als particulars que hi havia el 2009, 3 eren paletes, 1 lampisteria, 1 veterinari i 2 restaurants.
L'any 2000 a Brée hi havia 39 explotacions agrícoles que ocupaven un total de 1.260 hectàrees.

## Equipaments sanitaris i escolars
El 2009 hi havia una escola elemental.

## Poblacions més properes
El següent diagrama mostra les poblacions més properes.